# حركة اليسار الثوري - الأكثرية الجديدة
حركة اليسار الثوري - الأكثرية الجديدة هي حزب سياسي في بوليفيا. تأسس الحزب في عام 1971. رئيس الحزب هو جيمي باز زامورا.